# Mezoamerika
Mezoamerika je naziv za područje koja se prostire od današnjeg središnjeg Meksika do današnje sjeveroistočne Kostarike i u kojoj se u razdoblju od 3000 godina prije otkrića Amerike razvio niz međusobno povezanih razvijenih kultura i civilizacija.
Svim tim kulturama i civilizacijama zajednička je bila poljoprivreda na bazi uzgoja kukuruza, politeistička vjerovanja temeljem kojih su bili bogovi sunca i kiše i gradnja piramida.
Od njih su najpoznatiji narodi Maje, Nahua,Tlaxcalteci, Boruca, Totonaci, Mixe, Olmeci i Asteci.